# Monti, Sardinien
Monti är en ort och kommun i provinsen Sassari i regionen Sardinien i Italien. Kommunen hade 2 413 invånare (2017).